# Temù
Temù település Olaszországban, Lombardia régióban, Brescia megyében. Lakosainak száma 1132 fő (2023. január 1.). Temù Edolo, Ponte di Legno, Vezza d’Oglio és Vione községekkel határos.

## Népesség
A település lakossága az elmúlt években az alábbi módon változott:
| Lakosok száma | 1108 | 1105 | 1132 |
|               | 2017 | 2018 | 2023 |